# Quercus blakei
Espèce
Classification phylogénétique
Quercus blakei est une espèce d'arbres du sous-genre Cyclobalanopsis. L'espèce est présente en Chine, au Laos, au Viêt Nam, en Thaïlande et au Cambodge.